# Weseraue
Weseraue este o arie protejată (arie de protecție specială avifaunistică — SPA) din Germania întinsă pe o suprafață de 303,3 ha, integral pe uscat.

## Localizare
Centrul sitului Weseraue este situat la coordonatele 53°01′00″N 8°54′00″E / 53.0167°N 8.9°E.

## Înființare
Situl Weseraue a fost declarat arie de protecție specială avifaunistică în februarie 1993 pentru a proteja 7 specii de animale.

## Biodiversitate
Situată în ecoregiunea atlantică, aria protejată nu include niciun habitat protejat.
La baza desemnării sitului se află mai multe specii protejate de  păsări (7): rață lingurar (Anas clypeata), Cygnus columbianus bewickii, Falco peregrinus peregrinus, vultur pescar (Pandion haliaetus), cormoran mare (Phalacrocorax carbo carbo), chiră de baltă (Sterna hirundo), fluierarul cu picioare roșii (Tringa totanus).